# Crystal Falls (Michigan)
Crystal Falls ist eine Kleinstadt (mit dem Status „City“) und Verwaltungssitz des Iron County im US-amerikanischen Bundesstaat Michigan. Das U.S. Census Bureau hat bei der Volkszählung 2020 eine Einwohnerzahl von 1.598 ermittelt.

## Geografie
Crystal Falls liegt im Westen der Oberen Halbinsel Michigans beiderseits des Paint River, der über den Brule River und den Menominee River zum Einzugsgebiet des Michigansees gehört. Die Grenze zu Wisconsin liegt 16 km südlich.
Die geografischen Koordinaten von Crystal Falls sind 45°05′53″ nördlicher Breite und 88°20′02″ westlicher Länge. Das Stadtgebiet erstreckt sich über eine Fläche von 9,35 km² und wird vollständig von der Crystal Falls Township umgeben, ohne dieser anzugehören.
Benachbarte Orte von Crystal Falls sind Alpha (8,1 km südsüdwestlich), Iron River (25 km westlich) und Amasa (30,2 km nordnordwestlich).
Die nächstgelegenen größeren Städte sind Sault Ste. Marie in der kanadischen Provinz Ontario (382 km ostnordöstlich, gegenüber von Sault Ste. Marie, Michigan), Green Bay in Wisconsin am Michigansee (201 km südlich), Wisconsins Hauptstadt Madison (417 km südsüdwestlich), Wausau in Wisconsin (218 km südwestlich), die Twin Cities in Minnesota (467 km westsüdwestlich) und Duluth am Oberen See in Minnesota (331 km westnordwestlich).

## Verkehr
Die United States Highways 2 und 141 treffen am westlichen Stadtrand aufeinander und führen auf einer gemeinsamen Strecke als Hauptstraße durch Crystal Falls. Im weiteren Verlauf führen beide Highways gemeinsam in südlicher Richtung aus der Stadt heraus. Der Michigan State Highway 69 erreicht in Crystal Falls seinen westlichen Endpunkt. Alle weiteren Straßen sind untergeordnete Landstraßen, teils unbefestigte Fahrwege oder innerörtliche Verbindungsstraßen.
Mit dem Iron County Airport befindet sich 13,2 km südsüdöstlich der nächste Regionalflughafen.

## Bevölkerung
Nach der Volkszählung im Jahr 2010 lebten in Crystal Falls 1469 Menschen in 700 Haushalten. Die Bevölkerungsdichte betrug 9,35 Einwohner pro Quadratkilometer. In den 700 Haushalten lebten statistisch je 2,06 Personen.
Ethnisch betrachtet setzte sich die Bevölkerung zusammen aus 96,9 Prozent Weißen, 0,2 Prozent Afroamerikanern, 0,7 Prozent amerikanischen Ureinwohnern, 0,2 Prozent Asiaten sowie 0,1 Prozent (zwei Personen) aus anderen ethnischen Gruppen; 1,8 Prozent stammten von zwei oder mehr Ethnien ab. Unabhängig von der ethnischen Zugehörigkeit waren 1,0 Prozent der Bevölkerung spanischer oder lateinamerikanischer Abstammung.
19,7 Prozent der Bevölkerung waren unter 18 Jahre alt, 57,8 Prozent waren zwischen 18 und 64 und 22,5 Prozent waren 65 Jahre oder älter. 50,6 Prozent der Bevölkerung waren weiblich.
Das mittlere jährliche Einkommen eines Haushalts lag bei 37.125 USD. Das Pro-Kopf-Einkommen betrug 19.787 USD. 15,0 Prozent der Einwohner lebten unterhalb der Armutsgrenze.

## Söhne und Töchter der Stadt
- Patrick Leonard (* 1956), Musiker und Musikproduzent
- James M. Skibo (1960–2023), Archäologe